# Sépeaux
Sépeaux era una comuna francesa situada en el departamento de Yonne, de la región de Borgoña-Franco Condado, que el 1 de enero de 2016 fue suprimida al fusionarse con la comuna de Saint-Romain-le-Preux, formando la comuna nueva de Sépeaux-Saint-Romain.

## Demografía
| Gráfica de evolución demográfica de Sépeaux entre 1800 y 2013 |
|                                                               |

Los datos demográficos contemplados en este gráfico de la comuna de Sépeaux se han cogido de 1800 a 1999 de la página francesa EHESS/Cassini, y los demás datos de la página del INSEE.